# بی رحم (مجموعه تلویزیونی)
بی رحم (به ترکی استانبولی: Gaddar) مجموعۀ تلویزیونی اکشن درام ترکی است که اولین قسمت آن در ۱۹ ژانویه ۲۰۲۴ منتشر شد.

## داستان
داخان یالچین (با بازی چاگاتای اولوسوی) پس از پایان خدمت سربازی به محله‌اش بازمی‌گردد، اما دیگر زندگی سابق خود را نمی‌تواند بازیابد. خانواده‌اش طی سال‌ها از هم پاشیده‌اند؛ مادرش فاطمه و پدرش داوود دیگر با هم صحبت نمی‌کنند. برادرش رُزگار ترک تحصیل کرده و به خانه‌ای جداگانه نقل مکان کرده است. خواهرش یامور عاشق دشمن او، انور بالتاجی شده و اکنون باردار است. نامزدش، آی‌دان، محله را ترک کرده است. در چنین شرایطی، کرم که با لقب «مدیر» شناخته می‌شود، از این فرصت استفاده کرده و از طریق دستیارش کُرت، پیشنهادی به داحان می‌دهد و این‌گونه رویدادها آغاز می‌شوند.
داخان که با گذشته‌ای نظامی، مهارت‌های جنگی، شجاعت شخصی و ناامیدی عمیق همراه است، تبدیل به یکی از خطرناک‌ترین افراد استانبول می‌شود؛ شخصیتی که حتی خودش نیز پیش از این نمی‌دانست تا چه حد قدرت و توانایی دارد.
این داستانِ پرتنش و پرحادثه، تصویری حقیقی و تأثیرگذار از فروپاشی خانواده، کشمکش‌های درونی و مواجهه با دنیایی پر از تضاد و خیانت در یکی از محله‌های استانبول ارائه می‌دهد؛ جایی که عشق، نفرت، وفاداری و خیانت در هم می‌آمیزند و سرنوشت افرادی چون داحان، آی‌دان، رُزگار، یامور و دیگران را رقم می‌زنند.